# Morton (Washington)
Morton és una població dels Estats Units a l'estat de Washington. Segons el cens del 2000 tenia 1.045 habitants.

## Demografia
Segons el cens del 2000, Morton tenia 1.045 habitants, 437 habitatges, i 273 famílies. La densitat de població era de 388 habitants per km².
Dels 437 habitatges en un 27,9% hi vivien nens de menys de 18 anys, en un 51% hi vivien parelles casades, en un 9,4% dones solteres, i en un 37,3% no eren unitats familiars. En el 33,2% dels habitatges hi vivien persones soles el 17,8% de les quals corresponia a persones de 65 anys o més que vivien soles. El nombre mitjà de persones vivint en cada habitatge era de 2,32 i el nombre mitjà de persones que vivien en cada família era de 2,91.
Per edats la població es repartia de la següent manera: un 24,7% tenia menys de 18 anys, un 7% entre 18 i 24, un 21,9% entre 25 i 44, un 22,1% de 45 a 60 i un 24,3% 65 anys o més.
L'edat mediana era de 43 anys. Per cada 100 dones de 18 o més anys hi havia 83 homes.
La renda mediana per habitatge era de 31.063 $ i la renda mediana per família de 37.054 $. Els homes tenien una renda mediana de 36.607 $ mentre que les dones 23.438 $. La renda per capita de la població era de 16.275 $. Aproximadament el 6,9% de les famílies i el 14% de la població estaven per davall del llindar de pobresa.

## Poblacions més properes
El següent diagrama mostra les poblacions més properes.